# Ladysmith (Canada)
Ladysmith is een stadje aan de oostkust van Vancouvereiland in de Canadese provincie Brits-Columbia. De plaats valt onder het Cowichan Valley Regional District. Ladysmith werd in 1898 gesticht door James Dunsmuir en vernoemd naar de plaats Ladysmith in Zuid-Afrika.
De economie is gebaseerd op bosbouw, toerisme en landbouw.

## Demografie
In 2001 werd het aantal inwoners vastgesteld op 6587. In 1996 waren er dat 6456, dus het aantal inwoners is in de tussenliggende periode met 2,0% gestegen.

## Geografie
Volgens Statistics Canada beslaat de plaats een oppervlakte van 8,43 km² land. Er wonen 781,6 mensen per km² (2001). Ladysmith ligt gemiddeld op 40 meter boven zeeniveau, maar heeft een zeehaventje. De plaats ligt 88 kilometer ten noorden van Victoria.

## Geboren in Ladysmith
- Pamela Anderson (1 juli 1967), actrice en model